# Music From POWER HOUSE
『Music From POWER HOUSE』（ミュージック・フロム・パワー・ハウス）は、忌野清志郎&2・3's名義の2枚目のアルバム。1993年10月27日発売。2006年1月25日にリマスター盤が再発。

## 解説
忌野清志郎&2・3'sの最終作。ファースト・アルバム同様ロンドンのメトロポリス・スタジオで録音。
アルバム・タイトルはこのスタジオが19世紀の発電所を改築したことから付けられた。
レコーディングの様子を聞かれた忌野は「くどい、こんなにくどいレコーディングは久しぶり」と答えたほどで、他のメンバーにとっては「ボス（忌野）の汚点にならないように」という思いがあった。
鍵盤楽器にミッキー・ギャラガー、ホーン･セクションにデヴィッド・ペイチ、ジェフ・ミラーなど『RAZOR SHARP』のレコーディング・メンバーが参加。
アウトテイクになった「恩赦」は同日発売シングル「プライベート」にカップリング。
レコーディング作業表に「ひどい雨」があるが、当時の録音は未発表のままだが、1998年「忌野清志郎 Little Screaming Revue」名義の録音で発表された。

## 収録曲
1. FUCK YOU（作詞･作曲：忌野清志郎・中曽根章友）
2. 北風（作詞･作曲：忌野清志郎）
3. プライベート（作詞･作曲：忌野清志郎・三宅伸治）
  - オリジナルはJohnny, Louis & Char+忌野清志郎として発表された。
4. お弁当箱（作詞･作曲：忌野清志郎・山川のりを）
5. 君といた頃（作詞･作曲：忌野清志郎・三宅伸治）
6. 手紙のうた（作詞･作曲・ボーカル：山川のりを）
7. 善良な市民（作詞･作曲：忌野清志郎）
8. アイドル（作詞･作曲：忌野清志郎）
  - 忌野のアイドル（藤村志保）の事をメンバーが誰も知らなかったことから作られた。
9. NERVOUS（作詞･作曲・ボーカル：中曽根章友）
10. メルト・ダウン（作詞･作曲：忌野清志郎）
  - THE TIMERSでデモ・レコーディングされていた楽曲。
11. この愛が可愛そう（作詞･作曲：忌野清志郎）
12. 死にたくなる（作詞･作曲：忌野清志郎・山川のりを）
  - 山川はトランペットとトロンボーンも演奏した。

## カバー
プライベート
- 暴動（グループ魂）（2017年12月20日、三宅伸治のトリビュート・アルバム『ソングライター』収録）